# Тови, Брамуэлл
Брамуэлл Тови (англ. Bramwell Tovey; 11 июля 1953 — 12 июля 2022) — канадский дирижёр и композитор, лауреат премий «Грэмми» и «Джуно».

## Биография
Брамуэлл Тови родился под Лондоном в семье сотрудников Армии спасения. В детстве, одновременно с учёбой игре на скрипке, он играл на баритоне в оркестре Армии спасения. Позже он учился в Королевской консерватории (Торонто), а затем гастролировал с балетом Садлерс-Уэллс как второй дирижёр.
В дальнейшем Тови завоевывает известность как дирижёр Виннипегского симфонического оркестра, который возглавлял на протяжении 11 лет. Его детищем стал виннипегский Фестиваль новой музыки, девять раз прошедший с его участием. С 2000 года он возглавляет Ванкуверский симфонический оркестр, с которым завоевал в 2008 году премию «Грэмми» за запись скрипичных концертов Уолтона, Корнгольда и Барбера (солист Джеймс Энес). Этот альбом был также удостоен премии «Джуно» за 2007 год. С Ванкуверским симфоническим оркестром и учащимися 160 музыкальных школ провинции Британская Колумбия Тови установил в 2000 году новый рекорд для Книги рекордов Гиннесса: 6400 человек, собравшихся во дворце спорта BC Place 15 мая для исполнения «Оды к радости» и гимна Канады, образовали самый большой симфонический оркестр в истории. С 2002 по 2006 год Тови дирижировал Люксембургским филармоническим оркестром, а в 2008 году стал главным приглашенным дирижёром Лос-Анджелесского филармонического оркестра. Ещё один заметный эпизод его дирижёрской карьеры связан с выступлением перед Леонардом Бернстайном на лондонском фестивале в честь этого композитора с симфонической сюитой из фильма «В порту». Тови, готовивший в 1986 году Бирмингеме премьеру балета «Снежная королева» на собственную музыку, был срочно вызван в Лондон заменить заболевшего дирижёра. В 2009 году Ванкуверский симфонический оркестр под руководством Тови стал первым канадским оркестром за 30 лет, гастролировавшим в Китае.
Брамуэлл Тови известен не только как дирижёр, но и как композитор и джазовый пианист-виртуоз. В 2003 году его композиция «Реквием обугленному черепу» (англ. Requiem for a Charred Skull) была удостоена премии «Джуно». Таким образом, Тови является первым, кто завоевал этот приз и как композитор, и как дирижёр.
Брамуэллу Тови присвоены почётные ученые звания Королевской музыкальной академии Лондона, Виннипегского и Манитобского университетов и Куантленского университетского колледжа. Помимо «Грэмми» и «Джуно», он также является лауреатом французской премии Orphée d’Or и Национальной премии имени Джоан Чалмерс за музыкальную администрацию.
В 2019 году у Тови была диагностирована редкая форма саркомы. Он скончался в июле 2022 года, на следующий день после своего 69-летия, в Баррингтоне (Род-Айленд).